# روجر دوسيت
روجر دوسيت هو مغني أوبرا كندي، ولد في 21 أبريل 1919 في مونتريال في كندا، وتوفي بنفس المكان في 19 يوليو 1981 بسبب سرطان.